# Henri Vaquez
Louis Henri Vaquez, né le 27 août 1860 dans le 3e arrondissement de Paris, ville où il est mort le 15 avril 1936 en son domicile dans le 17e arrondissement, est un médecin, cardiologue, physiologiste et professeur de clinique thérapeutique à la Faculté de Médecine de Paris. Il est l’un des fondateurs de la cardiologie française. 

## Biographie

### Famille et formation
Henri Vaquez est issu d'une famille de fabricants de soie à Paris. Il effectue ses études secondaires au lycée Condorcet. 
Au cours de ses études de médecine, il est externe des hôpitaux en 1883-1884, et interne en 1885-1889. En 1890, il obtient son doctorat en médecine avec sa thèse De la thrombose cachectique. 
Il se marie en 1913, il a pour témoins Fernand Widal, Pierre Delbet, et Henri Babinski. 

### Carrière
Henri Vaquez est l'élève, puis le collaborateur de Pierre Potain (1825-1901) qui influence grandement sa carrière médicale.
En 1890, il est chef de travaux au laboratoire de l'hôpital de la Charité, et chef de clinique en 1891.
En 1898, il est nommé professeur agrégé de médecine clinique. Médecin des hôpitaux, il exerce et professe en maison de santé, puis à Saint Antoine (1902) et à la Pitié (1920). 
En 1918, il est nommé professeur de pathologie médicale, et en 1919 membre de l'Académie de médecine.  
En 1927, il est promu commandeur de la Légion d'honneur.

## Distinctions
- Commandeur de la Légion d'honneur

## Travaux scientifiques
« Il [Henri Vaquez] n'a négligé, dans la compréhension des sujets, aucune hypothèse, dans l'investigation, aucune technique, dans la thérapeutique enfin, aucune audace ». 
Vaquez est connu pour ses travaux dans le domaine de l'hématologie et des maladies cardiovasculaires. En 1892, il a été le premier à décrire la Maladie de Vaquez qui est une hémopathie myélo-proliférative caractérisée par une polyglobulie et une augmentation du volume globulaire total.
Au début des années 1900,  Henri Vaquez et Charles Laubry s'associent à Émile Spengler dans le but de mettre au point un nouvel appareil de mesure de la pression artérielle. En 1907, après des mois de recherche, ils parviennent à développer le premier tensiomètre moderne, le « Vaquez  », permettant au diagnostic médical d'entrer dans l'ère de la modernité.
En 1910, il développe l'examen radiologique du cœur et de l'aorte. Ses recherches portent sur l'arythmie cardiaque : il est l'un des premiers médecins à reconnaître le rôle du faisceau de His dans le syndrome d'Adams-Stokes  provoquant un battement discordant des oreillettes par rapport à celle des ventricules.

En 1915, il préconise l'injection intraveineuse d'ouabaïne dans l'insuffisance cardiaque, et en 1923, il propose la notion d'insuffisance cardiaque partielle.

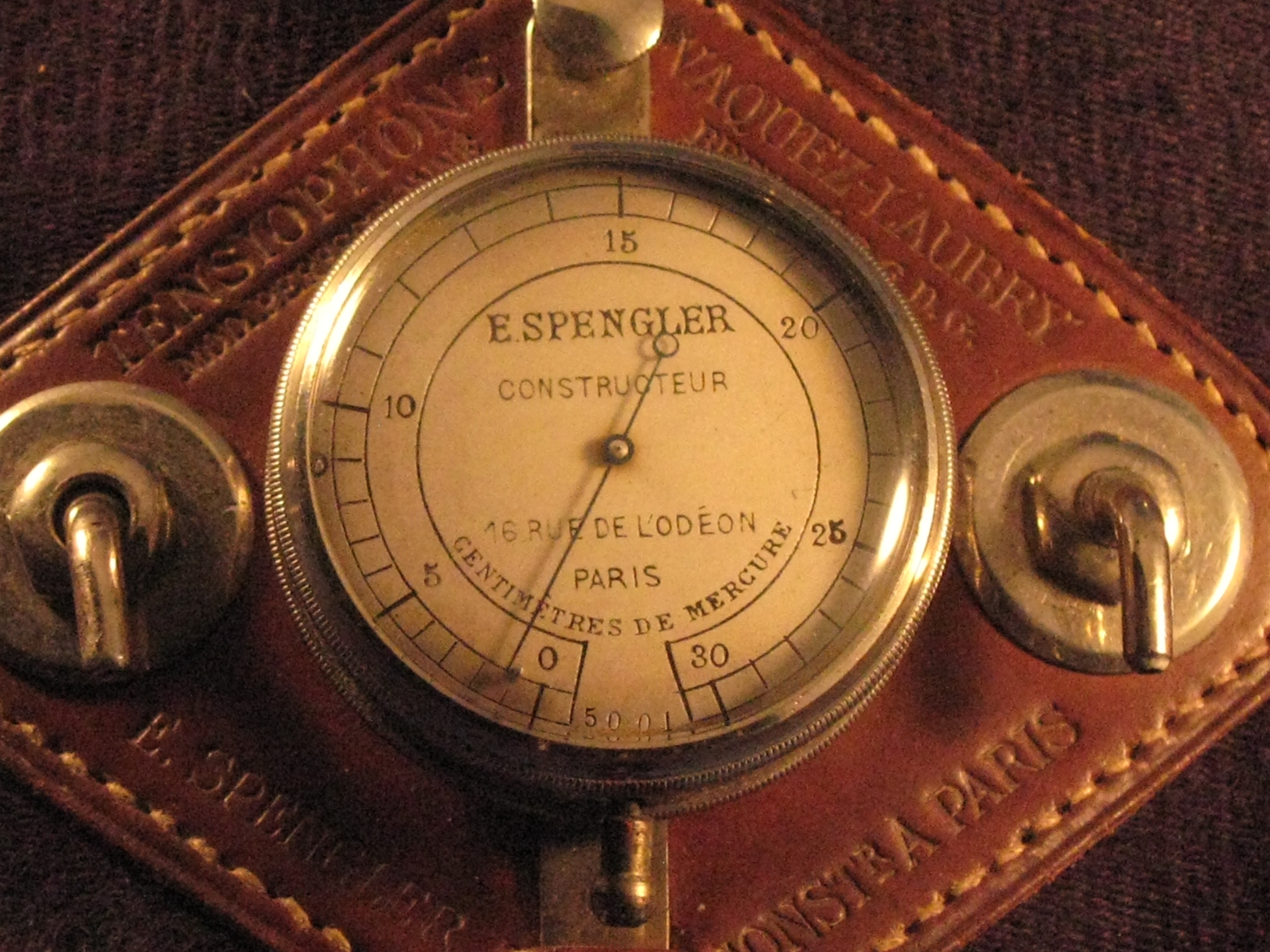
tensiomètre Spengler type Vaquez Laubry

En 1928, il est l'un de ceux qui étudient l'hypertension artérielle sévère d'origine surrénalienne provoquée par le phéochromocytome.
Henri Vaquez a été le fondateur et le rédacteur de la revue Archives des maladies du cœur, vaisseaux et sang en 1902.

## Œuvres et publications
- De la Thrombose cachectique, G. Steinheil (Paris), 1890, Thèse de doctorat, lire en ligne sur Gallica.
- «Sur une forme spéciale de cyanose s’accompagnant d’hyperglobulie excessive et persistante», in: Comptes rendus de la Société de biologie, Paris, 1892, 44: 384-388. Publication princeps de la maladie de Vaquez.
- Exposé des titres et travaux du Dr Vaquez, [Concours pour l'agrégation, section de pathologie interne et de médecine légale, janvier 1898], G. Steinheil (Paris), 1898, Texte intégral.
- Hygiène des maladies du cœur, [préface du professeur Potain], Masson et Cie (Paris), 1899,lire en ligne sur Gallica.
- Précis de thérapeutique, Baillière, Paris, 1907.
- Les Arythmies, [Leçons recueillies par le Dr Ch. Esmein], J.-B. Baillière et fils (Paris), 1911, lire en ligne sur Gallica.
- Comment se constitue une lésion valvulaire du cœur, impr. de la "Semaine médicale" (Paris), 1914, lire en ligne sur Gallica.
- Titres et travaux scientifiques, J.-B. Baillière et fils (Paris), 1919, Texte intégral.
- Maladies du cœur, J.-B. Baillière et fils, 1921.

En collaboration
- avec Emile Bordet: «De la valeur comparée de l'orthodiagraphie et de la percussion du cœur, dans le rétrécissement mitral pur»,in: La Semaine médicale (Paris), 1909, lire en ligne sur Gallica.
- avec Emile Bordet: Le cœur et l'aorte, études de radiologie clinique, J.-B. Baillière et fils (Paris), 1913, lire en ligne sur Gallica.
- avec Charles-Edouard Aubertin (1876-1950): Le Traitement des anémies, J.-B. Baillière et fils (Paris), 1914, lire en ligne sur Gallica.
- avec Édouard Donzelot (1884-1960):Les Troubles du rythme cardiaque, J.-B. Baillière et fils, 1926.

## Divers
Le peintre Édouard Vuillard (1868-1940) l'a représenté au cours d'une visite au lit d'un patient dans un tableau daté de 1921.